# 22527 Gawlik
22527 Gawlik este un asteroid din centura principală de asteroizi.

## Descriere
22527 Gawlik este un asteroid din centura principală de asteroizi. A fost descoperit pe 20 martie 1998 la Socorro, New Mexico, în cadrul proiectului LINEAR. Asteroidul prezintă o orbită caracterizată de o semiaxă mare de 2,33 ua, o excentricitate de 0,16 și o înclinație de 4,7° în raport cu ecliptica.